# Rodrigo Pérez Ponce de León
Rodrigo Pérez Ponce de León (m. c. 1354). Ricohombre de la familia Ponce de León. Fue hijo de Pedro Ponce de León, señor de la Puebla de Asturias, Cangas y Tineo y mayordomo mayor del rey Fernando IV de Castilla, y de Sancha Gil de Chacim.
Fue señor de la Puebla de Asturias, Cangas, Tineo, las Mestas, Santa Cruz, Alcañices, Castrocalbón, Valdería y otras villas, caballero de la Orden de la Banda.
Fue tataranieto del rey Alfonso IX de León.

## Orígenes familiares
Fue hijo de Pedro Ponce de León y de Sancha Gil de Chacim, y por parte paterna era nieto de Fernán Pérez Ponce de León, adelantado mayor de la frontera de Andalucía y señor de la Puebla de Asturias, y de Urraca Gutiérrez de Meneses. Y por parte materna era nieto de los nobles portugueses Gil Núñez de Chacim y María Martínez Zote.
Fue hermano, entre otros, de Juana Ponce de León, que contrajo matrimonio en 1315 con Juan Alfonso de Portugal, hijo ilegítimo del rey Dionisio I de Portugal, de Isabel Ponce de León, que contrajo matrimonio con el magnate gallego Pedro Fernández de Castro, nieto de Sancho IV de Castilla, y de Urraca Ponce de León, que contrajo matrimonio con Enrique Enríquez el Mozo, señor de Villalba de los Barros y bisnieto de Fernando III de Castilla.

## Biografía
Se desconoce su fecha de nacimiento. Su padre, Pedro Ponce de León, fue señor de Cangas, Tineo y de La Puebla de Asturias, mayordomo mayor del rey Fernando IV de Castilla, adelantado mayor de la frontera de Andalucía y adelantado mayor de Galicia, siendo además uno de los nobles más destacados durante el reinado de su primo carnal Fernando IV y durante el primer periodo de la minoría de edad de Alfonso XI de Castilla, y aunque numerosos autores señalaron que falleció en 1311, en la Gran Crónica de Alfonso XI editada en 1977 por Diego Catalán consta que falleció a finales de 1314.

A la muerte de su padre, su hermano mayor, Fernando Pérez Ponce de León, heredó sus posesiones, y tanto este último como Rodrigo confirmaron numerosos diplomas y documentos regios durante el reinado de Alfonso XI. Y aunque algunos autores señalaron en siglos pasados que su hermano mayor falleció en 1328, Juan Luis Carriazo Rubio señaló en 2002, basándose en los documentos de la época, que su muerte debió ocurrir a finales de 1330, aunque también afirmó que la sucesión «se preparaba ya algo antes».

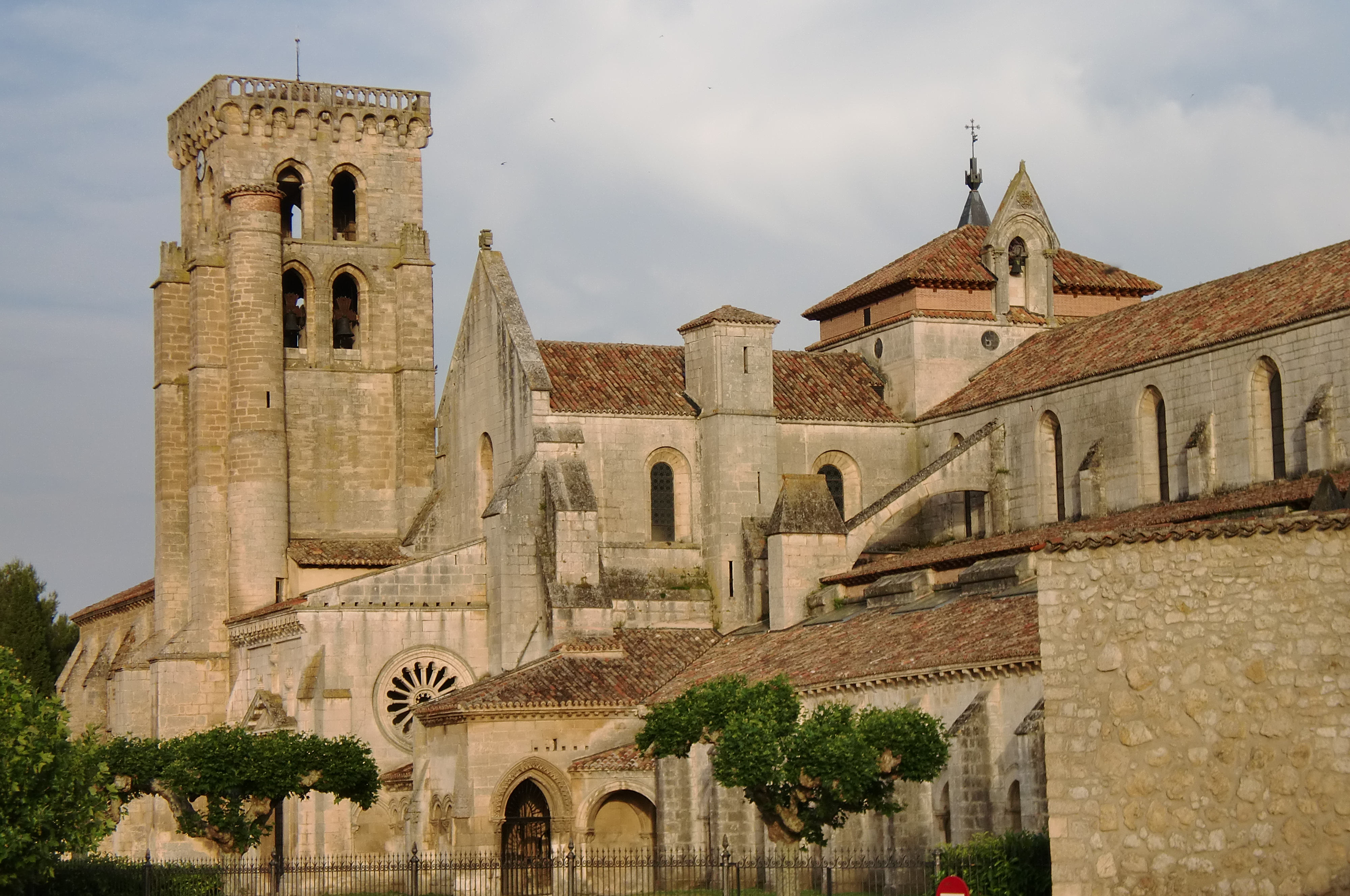
Exterior del monasterio de las Huelgas de Burgos.

En 1332 Alfonso XI convocó en la ciudad de Burgos a todos los ricoshombres, infanzones e hijosdalgos de sus reinos para que asistieran a su coronación y fueran armados caballeros de la Orden de la Banda, creada por el propio monarca en ese mismo año en Vitoria a fin de estimular el espíritu caballeresco entre sus vasallos, y cuando en el verano de 1332 el rey llegó a Burgos procedente de Santiago de Compostela, a donde había peregrinado para ser armado caballero por el propio Apóstol Santiago, pudo comprobar que todos aquellos a los que había convocado estaban ya en dicha ciudad, a excepción de los dos mayores magnates del reino, Don Juan Manuel, nieto de Fernando III, y Juan Núñez III de Lara, señor de Lara y de Vizcaya y bisnieto de Alfonso X. Y en la Crónica y en la Gran Crónica de Alfonso XI consta que un día después de haber sido coronado, el rey convocó en su palacio a todos los que iban a ser armados caballeros por él, incluyendo a Rodrigo Pérez Ponce de León, a su primo carnal Pedro Ponce de León el Viejo, señor de Marchena, y a otros grandes personajes del reino como Pedro Fernández de Castro, Juan Alfonso de Alburquerque y Juan Alfonso de Haro, señor de los Cameros, a los que previamente había entregado «paños de oro e de seda» y «espadas guarnidas», y esa misma noche fueron en procesión hasta el monasterio de las Huelgas de Burgos, donde había sido coronado Alfonso XI, y pasaron la noche en oración velando sus armas, cada uno en su altar, y a la mañana siguiente fueron armados caballeros por el rey y después almorzaron con él en su palacio de las Huelgas.
Y al día siguiente, los que habían sido armados caballeros por el rey, incluyendo a Rodrigo Pérez Ponce, armaron a su vez a otros caballeros, y Rodrigo armó a diez, entre los que figuraban, según consta en las dos crónicas reales de Alfonso XI, Álvar Gómez de Ybias, Álvar González de Llande, Fernán Rodríguez de Laçina, Lope Alfonso, hijo de Alfonso Rodríguez de Laçina, Melén García de Somiedo, Pedro Gutiérrez, hijo de Garcí Hernández de Palazuelo, Juan Álvarez de Villafáfila, Esteban Fernández de Somiedo, Pedro Alfonso de la Vega, y García Pérez de Xexes, a los que entregó «paños e armas e todas las otras cosas que ovieron menester». Y la historiadora Isabel García Díaz señaló que lo novedoso de esta investidura masiva de más de 100 caballeros radicó en que, aparte de la «fastuosidad» con la que se realizó, volvió a adoptarse la costumbre de armar caballeros, que no se practicaba desde la época de Sancho IV de Castilla, abuelo de Alfonso XI.
 

El 8 de junio de 1333 el rey Alfonso XI se reunió en Sevilla con los principales ricoshombres de su reino, contándose entre ellos Alfonso de la Cerda, Pedro Fernández de Castro, Juan Alfonso de Alburquerque y Rodrigo Pérez Ponce de León, a fin de ir a socorrer Gibraltar, que estaba siendo asediada por el rey meriní Abu al-Hasan ben Uthman, pero no pudieron impedir que Gibraltar capitulara en junio de 1333, tres días antes de que el propio Alfonso XI llegara al frente de sus ejércitos para socorrerla. Y el 12 de junio de 1335 Rodrigo Pérez Ponce cedió como dote matrimonial a su sobrina Urraca Alfonso de Portugal, hija de su hermana Juana y nieta del rey Dionisio I de Portugal, los lugares de Fuentes y Argamasilla y varias casas en el municipio sevillano de Carmona. Y en la primavera de 1339, según consta en el capítulo CCLV de la Gran Crónica de Alfonso XI, Rodrigo Pérez Ponce participó junto al rey y otros muchos ricoshombres y caballeros en una expedición cuyo propósito era saquear y devastar las tierras de Ronda y Antequera, a fin de que los musulmanes no pudieran aprovisionarse en ellas.

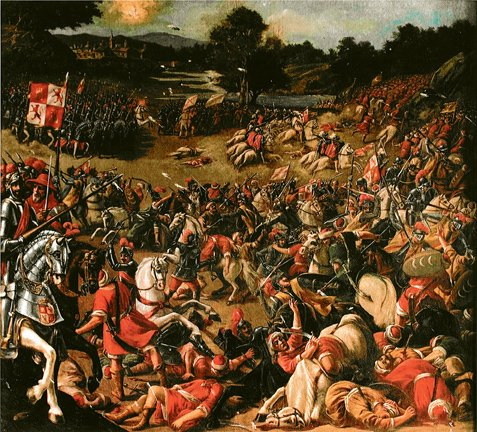
La batalla del Salado. Óleo sobre lienzo del. (Monasterio de Guadalupe).

En 1340 los benimerines invadieron el reino de Castilla y, tras haber derrotado en una batalla naval a la escuadra del almirante Alonso Jofre Tenorio el día 8 de abril, en la que perdió la vida el almirante, desembarcaron en la Península ibérica más de 70.000 jinetes y 400.000 hombres de a pie, según consta en la Gran Crónica de Alfonso XI, y poco después comenzaron a asediar la ciudad de Tarifa. Y en agosto de 1340 Alfonso XI convocó en Sevilla a los ricoshombres, entre los que se incluían Rodrigo Pérez Ponce y su primo carnal Pedro Ponce, y a los caballeros, prelados y maestres de las órdenes militares para que le aconsejasen sobre el mejor modo de proceder con respecto a la guerra contra los musulmanes, mostrándose unos partidarios de acudir en ayuda de la plaza sitiada de Tarifa, que era el deseo del rey, y otros de entregarla a los benimerines cuando los cristianos que la defendían hubieran sido evacuados, aunque finalmente se impuso la voluntad real y se acordó que Tarifa sería socorrida, pero debido a la abrumadora superioridad numérica de los musulmanes también acordaron solicitar la ayuda de los reyes Alfonso IV de Portugal y Pedro IV de Aragón.
Al igual que otros magnates castellanos como Don Juan Manuel y Juan Núñez III de Lara, Rodrigo Pérez Ponce combatió junto a Alfonso XI en la batalla del Salado, librada el 30 de octubre de 1340, y capitaneó en ella a las huestes de la ciudad de Zamora, según consta en la Crónica y en la Gran Crónica de Alfonso XI, donde se afirma que junto a él se hallaban Álvaro Pérez de Biedma, obispo de Mondoñedo y posteriormente de Orense, y el hermano de este último, Ruy Páez de Biedma, y que el total de sus fuerzas ascendía a unos 400 hombres de a caballo. Y de ese modo todos ellos tomaron parte en la enorme derrota infligida a los benimerines y a sus aliados del reino de Granada en la batalla del Salado, en la que los reyes Alfonso XI y Alfonso IV de Portugal consiguieron un enorme botín y numerosos cautivos.
En 1341 Alfonso XI conquistó a los musulmanes granadinos Alcalá la Real, Benamejí y otra serie de plazas fronterizas, y cuando estaba asediando el municipio cordobés de Priego de Córdoba, según consta en la Crónica de Alfonso XI, se incorporaron al asedio Rodrigo Pérez Ponce, el arzobispo de Santiago de Compostela, Martín Fernández, Pedro Fernández de Castro y Pedro Núñez de Guzmán junto con los ricoshombres y caballeros del reino de León, a los que el monarca había abonado sus soldadas para que le acompañasen durante la campaña y que aún no se habían incorporado a ella, y cuando ellos llegaron abandonaron el asedio todos aquellos nobles cuyo plazo de servicio había expirado.

En el capítulo CCLXXXII de la Crónica de Alfonso XI se hace referencia a Rodrigo Pérez Ponce durante el sitio de Algeciras, al mencionar que cuando se incorporó al asedio en enero de 1343, el rey Alfonso XI le ordenó que se situara junto a su cuñado, Pedro Fernández de Castro, «porque D. Pedro era casado con hermana de D. Ruy Pérez et avianse de ayudar», aunque poco después, en la primavera de 1343, el cuñado de Rodrigo falleció a consecuencia de la epidemia que asoló al ejército castellano mientras asediaban Algeciras.

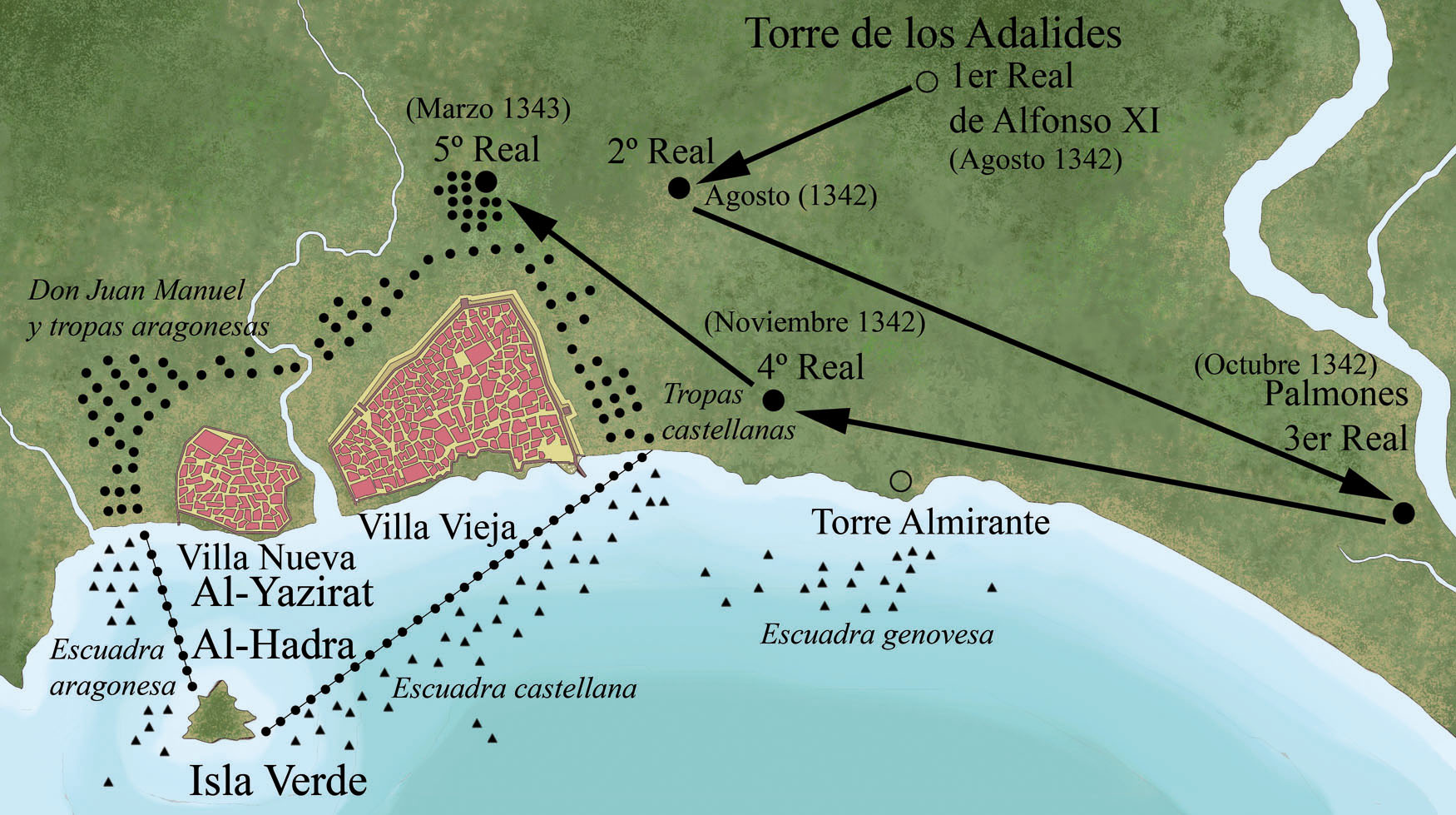
El sitio de Algeciras (1342-1344).

En febrero de 1343 unos emisarios del rey Yusuf I de Granada acudieron a Algeciras para intentar llegar a un acuerdo de paz con Alfonso XI, y éste convocó entonces a los grandes personajes del reino que le acompañaban en el asedio, entre los que figuraban Pedro Ponce y su primo, Rodrigo Pérez Ponce de León, así como Don Juan Manuel, Juan Núñez III de Lara y Pedro Fernández de Castro, aunque al final no se alcanzó ninguna tregua o acuerdo de paz, ya que el rey de Granada se negó a romper sus relaciones con el rey de Marruecos y a convertirse en vasallo del monarca castellano, que eran parte de las condiciones exigidas por Alfonso XI. Y aunque el asedio duró casi tres años, Algeciras finalmente capituló el 26 de marzo de 1344.
El 13 de noviembre de 1344, Rodrigo Pérez Ponce participó en el reparto de los bienes de sus padres junto con sus hermanas, Isabel Ponce de León, viuda de Pedro Fernández de Castro, y Urraca Ponce, casada con Enrique Enríquez el Mozo, Justicia mayor de la Casa del rey Alfonso XI. Y el 15 de enero de 1346 el cabildo catedralicio de Oviedo nombró a Rodrigo Pérez Ponce comendero vitalicio de Valdecarzana.
En 1348 fundó un mayorazgo para su posible descendencia y nombró albacea a su esposa, Isabel de la Cerda, y el 1 de septiembre de 1348 otorgó testamento en San Miguel de Laciana y posteriormente le añadió dos codicilos en Benavente, fechado uno de ellos el 11 de marzo de 1349 y el otro el 15 de abril del mismo año, y en el primero de ellos dio como arras a su esposa 60.000 maravedís, y como garantía de que dicha cantidad le sería entregada puso a su disposición los señoríos de Castrocalbón y Valdería, lo que también es corroborado por otras fuentes. Y en el último de sus codicilos testamentarios legó a su esposa los señoríos de Castrocalbón y Valderia.
Algunos autores señalaron en siglos pasados que Rodrigo Pérez Ponce de León debió fallecer antes del 26 de mayo de 1354, y los historiadores Salvador de Moxó y Juan Luis Carriazo Rubio señalaron que falleció en 1354, y Moxó subrayó que con su muerte se extinguió la línea masculina de la rama primogénita de su familia. Sin embargo, Antonio Sánchez González afirmó que debió fallecer alrededor de 1354, y que al siguiente, el 15 de febrero de 1355 su viuda tomó posesión de los señoríos de Castrocalbón y Valderia, que posteriormente pasarían a manos de la casa de Medinaceli y, más tarde, de la de Frías.

## Matrimonio
Contrajo matrimonio con Isabel de la Cerda, señora del Puerto de Santa María e hija de Luis de la Cerda y de Leonor Pérez de Guzmán, aunque no tuvieron descendencia, ya que como señaló el historiador Pedro de Salazar y Mendoza, él y su esposa habían vivido «como hermanos».